# Place Ennemond-Fousseret
La place Ennemond-Fousseret est une place située dans le 5e de Lyon, en France.
Elle porte le nom de l'architecte Ennemond Fousseret (1908-1945), mort en déportation à Neuengamme.